# Gunter d'Alquen
Gunter d'Alquen (Essen, 24 ottobre 1910 – Mönchengladbach-Rheydt, 15 maggio 1998) è stato un corrispondente di guerra tedesco, membro del Partito nazista e delle SS.

## Biografia
Figlio di un mercante protestante ed ufficiale della riserva, dopo aver terminato le scuole secondarie entrò dapprima nella Gioventù hitleriana nel 1924, poi nel 1928 nel Partito nazista, e nelle SA, divenendo ben presto uno dei più giovani leader del partito.
Entrato nelle SS il 10 aprile 1931, d'Alquen, dopo aver abbandonato gli studi universitari, si dedicò alla carriera giornalistica, entrando nel 1932 nello staff del Völkischer Beobachter come corrispondente politico; e dopo essere stato notato da Reinhard Heydrich, venne nominato nel marzo 1935 capo redattore della rivista delle SS Das Schwarze Korps.
Allo scoppio della guerra, col grado di SS-Standartenführer divenne comandante delle SS-Standarte Kurt Eggers, ovvero della formazione dei corrispondenti di guerra delle Waffen-SS, pubblicando i giornali Das ist der Sieg (1940) e Waffen-SS im Westen (1941).
Nel luglio 1955 d'Alquen fu costretto a pagare la cifra di 60 000 marchi da una corte tedesca, privandolo di tutti i diritti civili per tre anni e di tutti i sostegni pubblici.
Venne infatti riconosciuto colpevole di aver giocato un ruolo chiave nella propaganda del Terzo Reich, di aver commesso crimini contro la Chiesa e gli ebrei, e di complicità negli omicidi durante il regime nazista; egli infatti aveva glorificato le SS e la Germania di Adolf Hitler e allo stesso tempo di aver incoraggiato l'antisemitismo. Dopo ulteriori inchieste d'Alquen venne condannato a pagare altri 28 000 marchi da un tribunale di Berlino nel 1958.
Dopo essere stato processato, venne trattato come un trofeo di guerra e per questo trasferito di prigione in prigione. Non gli fu mai permesso di pubblicare i suoi scritti dopo il ritorno in Germania, sebbene continuasse ad affermare la propria completa estraneità ai piani per lo sterminio di massa perpetrato in Europa durante la guerra.